# Peter Manuel
Peter Thomas Anthony Manuel (* 13. März 1927 in New York City; † 11. Juli 1958 in Glasgow) war ein in den Vereinigten Staaten geborener schottischer Serienmörder, der von 1956 bis zu seiner Verhaftung 1958 sieben Menschen in Lanarkshire und im Süden Schottlands ermordete. Es wird zudem vermutet, dass er für zwei weitere Morde verantwortlich war. Bevor bekannt wurde, dass Manuel die Morde begangen hatte, nannten die Medien den Mörder das „Biest von Birkenshaw“. Manuel war einer der letzten Gefangenen, die im Glasgower Barlinnie-Gefängnis gehängt wurden.

## Frühe Lebensjahre
Manuel wurde 1927 von schottischen Eltern in New York geboren. Die Familie zog nach Detroit, bevor sie im Jahr 1932 zurück nach Großbritannien migrierte, diesmal nach Birkenshaw, North Lanarkshire. Während seiner Kindheit wurde Manuel gemobbt. Im Alter von zehn Jahren wurde er bei der örtlichen Polizei als Dieb bekannt. Im Alter von sechzehn Jahren beging er eine Reihe von sexuellen Übergriffen, welche zu neun Jahren Gefängnis führten. Im Jahr 1955 führte er erfolgreich seine eigene Verteidigung im Fall einer Vergewaltigung im Airdrie-Sheriff-Gericht.

## Mordopfer
Anne Kneilands (17): Am 2. Januar 1956 wurde Kneilands auf dem (jetzt entfernten) East Kilbride Golfplatz in der Gegend von Calderwood verfolgt, wo sie vergewaltigt und mit einem Eisen zu Tode geprügelt wurde. Obwohl die Polizei ihn zu dem Mord befragte und er ihn zwei Jahre später gestehen würde, entging Manuel der Verhaftung, als sein Vater ihm ein Alibi gab. 1958 wurde er wegen dieses Mordes angeklagt, aber der Fall wurde wegen unzureichender Beweise eingestellt.
Marion Watt (45), Vivienne Watt (16) und Margaret Brown (41): Marion, ihre Tochter Vivienne und ihre Schwester Margaret wurden am 17. September 1956 in ihrem Haus in Burnside, Lanarkshire, erschossen. Manuel war wegen Einbruchs in einer nahegelegenen Zeche auf Kaution frei und die Beamten, die für die Fahndung nach dem Mörder der Watts verantwortlich waren, vermuteten ihn. Eine Zeit lang war der Hauptverdächtige jedoch Marions Ehemann William, der einen Angelurlaub in Ardrishaig verbracht hatte. Er wurde verdächtigt die rund 90 Meilen bis nach Hause durch die Nacht gefahren zu sein, einen Einbruch in sein eigenes Haus vorgetäuscht und seine Familie ermordet zu haben und zurückgefahren sei. Der Fährmann der Renfrew-Fähre behauptete, ihn nachts auf der Fähre gesehen zu haben (obwohl dies nicht die direkteste Route war) und ein Autofahrer behauptete, ihn auf Loch Lomondside überholt zu haben. Beide Zeugen haben ihn identifiziert. William Watt wurde festgenommen und im Barlinnie-Gefängnis in Untersuchungshaft gehalten. Zwei Monate später wurde er allerdings wieder freigelassen, da die Polizei erkannte, dass sie die Klage gegen ihn nicht durchsetzen konnte. Die Polizei fand kein ernsthaftes Motiv, das Watt dazu gebracht haben könnte, seine Familie zu ermorden, obwohl sich herausstellte, dass er während seiner Ehe eine Reihe von Affären hatte. Die Polizei durchsuchte den Crinan-Kanal neben dem Hotel, in dem Watt übernachtet hatte. Sie suchte nach einer Mordwaffe und blutbefleckter Kleidung. Es wurde festgestellt, dass der Benzinstand in Watts Auto während seiner angeblichen Nachtfahrt nicht gesunken war, daher befragte die Polizei Tankstellen entlang der Strecke, um zu sehen, ob er getankt hatte. Die Polizei spekulierte sogar, dass er einen geheimen Tank mit Benzin gehabt haben könnte. William Watt blieb der Hauptverdächtige bis zum Mord an der Familie Smart nur wenige Kilometer entfernt, als die Polizei feststellte, dass ein Serienmörder auf freiem Fuß war. Bei Manuels Prozess argumentierte die Verteidigung, Watt habe diese Morde begangen.
Das Rechtssystem hätte im Fall Watt (der bei einer Verurteilung sehr wahrscheinlich gehängt worden wäre) einem Justizirrtum nahe kommen können und die Aussagen dieser beiden Zeugen ist auch heute noch nicht zu erklären. Eine mögliche Erklärung ist jedoch, dass der Fährmann ein Fantast war, der Watts Bild bereits in den Zeitungen gesehen hatte, obwohl er behauptete, dass er es nicht getan hatte. Der andere Zeuge gab zu, Watt nicht klar gesehen zu haben, identifizierte ihn jedoch anhand der Art, wie er seine Zigarette hielt.
Sydney Dunn (36): Manuel erschoss am 8. Dezember 1957 einen Taxifahrer namens Sydney Dunn, als er in Newcastle nach Arbeit suchte. Dunns Leiche wurde kurz darauf im Moor in Northumberland gefunden, als Manuel bereits nach Lanarkshire zurückgekehrt war. Manuel wurde nie wegen dieses Mordes angeklagt, da er in einer anderen Gerichtsbarkeit stattfand, aber 17 Tage nachdem er gehängt wurde, kam die Jury eines Gerichtsmediziners zu dem Schluss, dass Manuel Dunn ermordet hatte, nachdem ein in Dunns Taxi gefundener Knopf mit einer seiner Jacken übereinstimmte. Dieses Urteil wurde in vielen Berichten über den Fall akzeptiert, es wurden jedoch einige Zweifel geäußert. Es gibt einige Hinweise darauf, dass es sich bei dem Mörder um eine lokale Person gehandelt haben könnte oder dass er aus einem irischen Schiffszug gekommen sein könnte, der kürzlich am Bahnhof Newcastle angekommen war. Zwei Zeugen, die mit dem Mörder gesprochen haben, haben Manuel bei einer Identifizierung erkannt, allerdings sind diese Identifizierungen nicht immer entscheidend oder gar richtig (siehe den Fall Watt oben). Einer dieser Zeugen sagte zunächst, dass der mutmaßliche Mörder einen lokalen Akzent hatte, aber als ihm vorgeschlagen wurde, dass der Mörder aus dem irischen Bootszug gekommen sein könnte, sagte er, dass er einen irischen Akzent hatte und Manuel einen schottischen Akzent hatte. Manuel hat definitiv zwei Tage vor diesem Mord an einem Vorstellungsgespräch in Newcastle teilgenommen, aber es ist nicht klar, ob er in der Gegend herumhing; er hätte einfach nach Schottland gehen können.
Isabelle Cooke (17): Cooke verschwand, nachdem sie ihr Haus in Mount Vernon am 28. Dezember 1957 verlassen hatte, um zu einem Tanz in der Uddingston Grammar School zu gehen. Manuel verfolgte, vergewaltigte und erwürgte sie und begrub sie dann auf einem nahe gelegenen Feld. Später führte er die Beamten zu der Stelle, an der er ihre Leiche entsorgt hatte. Wie bei Dunns Ermordung zwanzig Tage zuvor war Cookes Verschwinden zunächst nicht mit Manuel in Verbindung gebracht worden.
Peter (45), Doris (42) und Michael Smart (10): Die Smarts wurden in den frühen Morgenstunden des 1. Januar 1958 in ihrem Haus in Uddingston erschossen. Nach den Morden blieb Manuel fast eine Woche in ihrem Haus und aß Reste von ihrem Hogmanay-Essen und sogar von dem Futter der Familienkatze, bevor er einige brandneue Banknoten stahl, die Peter Smart für einen Urlaub aufbewahrt hatte. Anschließend nahm er das Familienauto und nahm in diesem Auto einen Polizisten mit, der das Verschwinden von Isabelle Cooke untersuchte, und sagte ihm sogar, dass er das Gefühl hatte, dass die Polizei nicht an den richtigen Stellen suchte.

## Verhaftung
Obwohl viele Polizisten, die Manuel kannten, ihn verdächtigten, diese Morde begangen zu haben, konnten sie seine Schuld erst kurz nach der Durchsuchung der Wohnung der Smarts und der Nachverfolgung ihrer Bewegungen in den Stunden vor ihrer Ermordung beweisen. Dies war möglich, da Manuel sieben 5-Pfund-Banknoten, von denen bekannt war, dass Peter Smart diese am Silvesterabend von seiner Bank abgehoben hatte und welche in seiner Wohnung vermisst wurden von Manuel in mehreren East-End-Glasgows benutzte. Nachdem die Polizei seinen Vater festgenommen hatte, gestand Peter Manuel acht dieser Morde (aber nicht den von Dunn) und lieferte belastende Informationen, die nur der Täter hätte wissen können.
Als sich die Panik über die Mordepidemie ausbreitete wurde die Polizei von Lanarkshire durch Detektive und Beamte des Glasgow CID verstärkt. Am 14. Januar traf die Polizei in der Residenz der Manuels in Birkenshaw ein, bewaffnet mit einem Haftbefehl, der ihn sowohl des Mordes an der Familie Smart als auch des Einbruchs und Eindringens in das Haus einer Familie namens McMunn in Uddingston am 4. Januar desselben Jahres förmlich anklagte. Manuel hatte zum Zeitpunkt des Eintreffens der Polizei geschlafen; als ein Beamter namens Andrew Stuart seinem (Manuels) Vater den Haftbefehl vortrug. Angekündigt, er solle zur weiteren Vernehmung zur Polizeiwache Bellshill gebracht werden, antwortete Manuel: „Sie haben noch nichts gefunden. Sie können mich nicht mitnehmen!“ Kurz darauf verließ er in Begleitung der Offiziere freiwillig seine Wohnung.
Um 11:10 Uhr an diesem Abend wurde Manuel offiziell angeklagt, die Familie Smart ermordet und in die McMunn-Residenz eingebrochen zu haben.

## Gerichtsverhandlung und Hinrichtung
Manuel wurde wegen dieser Morde in einem sensationellen Prozess vor dem Glasgow High Court angeklagt. In einem Schritt, der viele Anwesende erstaunte, entließ er seine Anwälte und verteidigte sich selbst. Irgendwann wurde William Watt als Zeuge geladen. Kürzlich bei einem Verkehrsunfall verletzt, tauchte er auf einer Trage auf. Obwohl der Richter, Lord Cameron, zugab, dass Manuel seine Verteidigung „mit einer bemerkenswerten Fertigkeit“ durchgeführt habe, konnte der Mörder die Geschworenen nicht von seiner Unschuld überzeugen und er wurde in allen Anklagepunkten für schuldig befunden, mit Ausnahme des Mordes Anne Kneilands, die aus Mangel an Beweisen fallen gelassen worden war. Seine Verteidigung in Bezug auf die Smart-Morde enthielt einige höchst unplausible Behauptungen, z. B. dass Peter Smart bei einem Amoklauf seine Familie und dann sich selbst getötet hatte und dass Peter Smart ein Freund von ihm gewesen war, der ihm die Schlüssel zum Smart-Haus gegeben hatte. Am 11. Juli 1958 wurde Manuel von Harry Allen im Barlinnie-Gefängnis am Galgen gehängt. Seine letzten Worte sollen gewesen sein: „Dreh das Radio auf und ich gehe leise“.
Ungefähr zur Zeit seines Prozesses und seiner Hinrichtung veröffentlichten einige Zeitungen Behauptungen, dass Manuel für mehrere andere ungelöste Morde aus den 1950er Jahren verantwortlich war, aber die Beweise dafür sind bestenfalls dürftig, und in einigen Fällen kann nachgewiesen werden, dass er zu den Tatzeiten im Gefängnis war.
Manuel war der drittletzte Verbrecher, der in Schottland hingerichtet wurde. Anthony Miller folgte Manuel im Dezember 1960 zum Barlinnie-Galgen, und Henry John Burnett wurde im August 1963 im Craiginches-Gefängnis in Aberdeen hingerichtet.
Im Jahr 2009 argumentierte eine BBC-Sendung Inside the Mind of a Psychopath, dass die Behörden zusammengearbeitet hätten, um sicherzustellen, dass Manuel gehängt wurde. Manuel war nur acht Tage nach der Übernahme des Falls durch das CID der Stadt Glasgow festgenommen worden, was zu Forderungen nach der Schaffung einer nationalen Polizei führte. 2013 wurde schließlich eine einzige schottische Polizei geschaffen.

## Trivia
Peter Manuel war die einzige moderne Figur in der Abteilung Chamber of Horrors des inzwischen nicht mehr existierenden Edinburgh Wax Museum an der Royal Mile.
| Personendaten    | Personendaten                                     |
| ---------------- | ------------------------------------------------- |
| NAME             | Manuel, Peter                                     |
| ALTERNATIVNAMEN  | Manuel, Peter Thomas Anthony (vollständiger Name) |
| KURZBESCHREIBUNG | schottischer Serienmörder                         |
| GEBURTSDATUM     | 13. März 1927                                     |
| GEBURTSORT       | New York City                                     |
| STERBEDATUM      | 11. Juli 1958                                     |
| STERBEORT        | Glasgow                                           |